# مسابقات جهانی ژیمناستیک هنری ۱۹۵۴
مسابقات جهانی ژیمناستیک هنری ۱۹۵۴ سیزدهمین دوره مسابقات جهانی ژیمناستیک هنری است که در رم، ایتالیا از ۲۸ ژوئن تا ۱ ژوئیه ۱۹۵۴ میلادی برگزار شده است.

## جدول مدال‌ها
| رتبه | کشور               | طلا | نقره | برنز | مجموع |
| ۱    | اتحاد جماهیر شوروی | ۱۲  | ۳    | ۵    | ۲۰    |
| ۲    | ژاپن               | ۲   | ۱    | ۱    | ۴     |
| ۳    | چکسلواکی           | ۱   | ۳    | ۱    | ۵     |
| ۴    | مجارستان           | ۱   | ۱    | ۱    | ۳     |
| ۵    | سوئد               | ۱   | ۰    | ۲    | ۳     |
| ۶    | سوئیس              | ۰   | ۲    | ۲    | ۴     |
| ۷    | آلمان غربی         | ۰   | ۲    | ۱    | ۳     |
| ۸    | لهستان             | ۰   | ۰    | ۲    | ۲     |